# مقصود خیام
مقصود خیام استاد بازنشسته ژئومورفولوژی دانشگاه تبریز است که از استادان پیشکسوت ژئومورفولوژی ایران به‌شمار می‌رود.

## زندگی‌نامه
مقصود خیام در سال ۱۳۱۷ در تبریز به دنیا آمد. تحصیلات ابتدایی را در دبستان مولوی تبریز و تحصیلات متوسطه را در دبیرستان فردوسی تبریز به پایان رسانده و در سال ۱۳۲۹ موفق به اخذ دیپلم متوسطه در رشته طبیعی گردید. وی مقطع کارشناسی رشته جغرافیا را در سال ۱۳۳۳ از دانشگاه تبریز و مقطع کارشناسی ارشد رشته ژئومورفولوژی را در سال ۱۳۴۷ از دانشگاه گرنویل کشور فرانسه و مقطع دکترای رشته ژئومورفولوژی را نیز در سال ۱۳۴۹ از دانشگاه گرنویل اخذ نمود و از سال ۱۳۴۹ به عنوان عضو هیئت علمی در گروه جغرافیا دانشکده علوم انسانی و اجتماعی دانشگاه تبریز مشغول به فعالیت شد.

## آثار و فعالیت‌های علمی
مقصود خیام یکی از نخستین استادان دانش نوپای ژئومورفولوژی در ایران به‌شمار می‌رود. همزمان با تدریس ژئومورفولوژی توسط محمودی (شاخص‌ترین چهره ژئومورفولوژی ایران) در دانشگاه تهران، مقصود خیام و عبدالحمید رجایی از دیگر بنیان‌گذاران ژئومورفولوژی ایران و دانش‌آموختهٔ کشور فرانسه در دانشگاه تبریز به فعالیت مشغول شدند. بخش عمدهٔ پیشرفت‌های علمی و آموزشی و تربیت متخصصان نسل جدیدتر ژئومورفولوژی در ایران مدیون زحمات محمودی و خیام است. علاوه بر این استادان، دانشمندان دیگری از جمله محمود حریریان، مهدی صدیقی، بدیع‌الله فیروزی، جمشید جداری عیوضی و حسن احمدی خدمات ارزنده‌ای را در راه گسترش دانش ژئومورفولوژی ارائه نمودند.
کتاب «مبانی ژئومورفولوژی» تألیف ماکس دریو که خیام آن را به فارسی ترجمه کرد از منابع مهم در زمینه مبانی ژئومورفولوژی به‌شمار می‌آید که پس از انقلاب نیز چندین بار تجدید چاپ شده است. بررسی سؤال‌های کنکور کارشناسی ارشد جغرافیا بیان‌گر این واقعیت است که بخش عمده‌ای از سؤال‌ها از متن کتاب‌های «مبانی ژئومورفولوژی» دکتر محمودی و دکتر خیام و کتاب «ژئومورفولوژی ایران» دکتر جداری عیوضی انتخاب می‌شود. هرچند این موضوع کمبود کتاب‌های ژئومورفولوژی را در کشور تأیید می‌نماید، تا حد زیادی نشان‌دهنده ارزش علمی کتاب‌های یاد شده است.